# Spetzgarter Tobel
Das Gebiet Spetzgarter Tobel ist ein Naturschutzgebiet (NSG-Nummer 4.055) im Nordwesten der Stadt Überlingen. Ausgewiesen wurde es in der Republik Baden am 29. Oktober 1938 durch den Minister des Kultus, des Unterrichts und der Justiz.

## Lage
Das rund 12,5 Hektar große Naturschutzgebiet Spetzgarter Tobel gehört naturräumlich zum Bodenseebecken. Es liegt nördlich der Bundesstraße 31, zwischen den Überlinger Ortsteilen Goldbach im Süden, Spetzgart im Nordwesten und Aufkirch im Osten auf einer Höhe von 427 bis 520 m ü. NN.

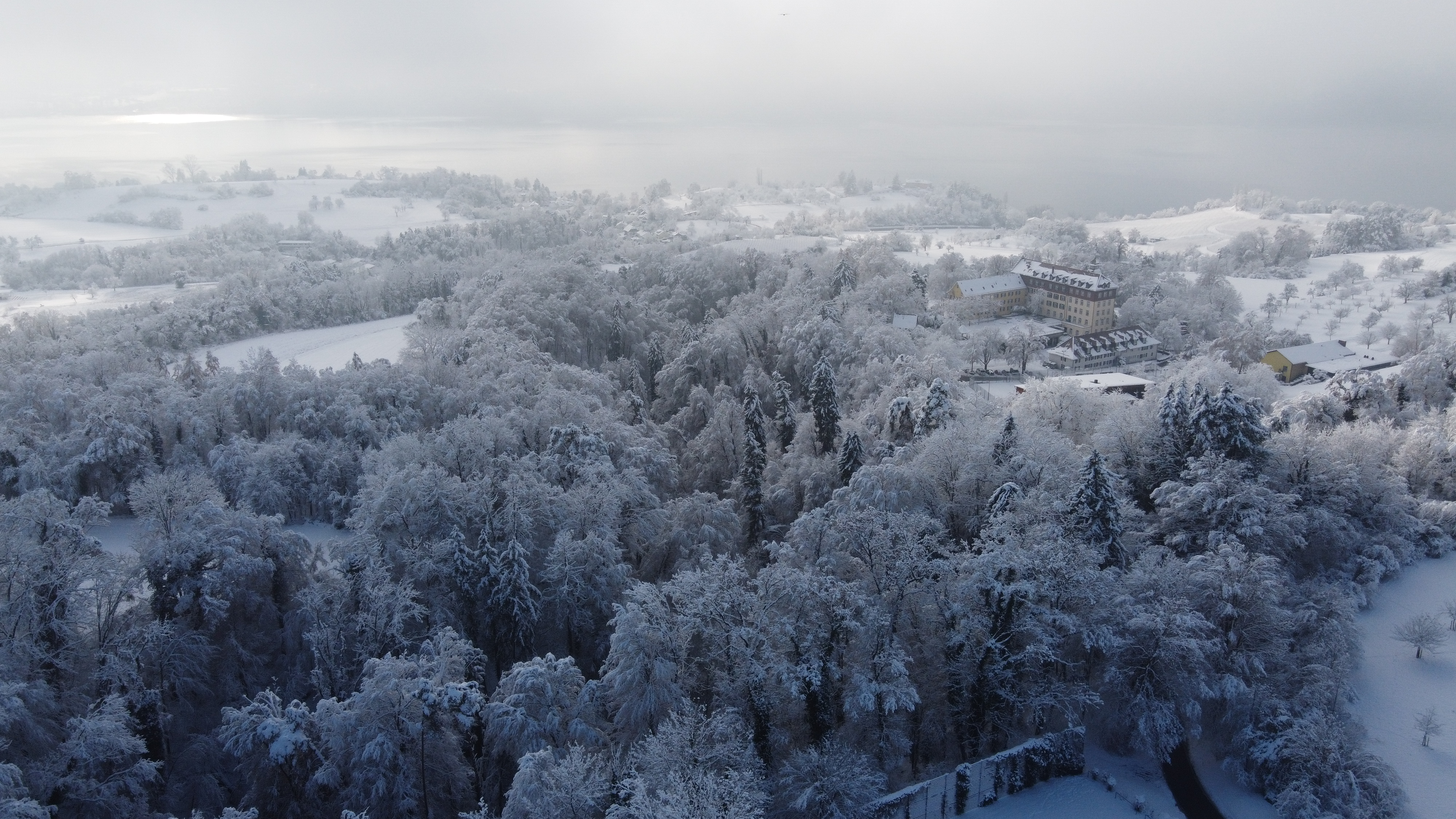
Der Spetzgarter Tobel im Winter

### Schutzzweck
Wesentlicher Schutzzweck ist die Erhaltung und Aufwertung der durch den Killbach bis zu 65 Meter tief eingeschnittenen Erosionsschlucht (Tobel) in der „Sipplinger Molasselandschaft“ des Überlinger Gebiets. Besonderer Schutz gilt sowohl dem vorhandenen Orchideen-Buchenwald, dem Bacheschenwald als auch dem Vorkommen alpiner Pflanzenarten.

### Flora
Aus der schützenswerten Flora sind innerhalb der Farngesellschaften, Eschen-, Bergulmen- und Bergahornbeständen folgende Pflanzenarten zu nennen:
- der Bärlauch (Allium ursinum), eine Art aus der Gattung Lauch in der Familie der Lauchgewächse
- das Maiglöckchen (Convallaria majalis), die heute einzige Pflanzenart der Gattung Convallaria in der Familie der Mäusedorngewächse
- die Strauchkronwicke (Hippocrepis emerus), eine Art der Gattung Hippocrepis in der Familie der Hülsenfrüchtler
- der Wald-Geißbart (Aruncus dioicus), eine Pflanzenart aus der Unterfamilie der Spiraeoideae innerhalb der Familie der Rosengewächse